# Petral

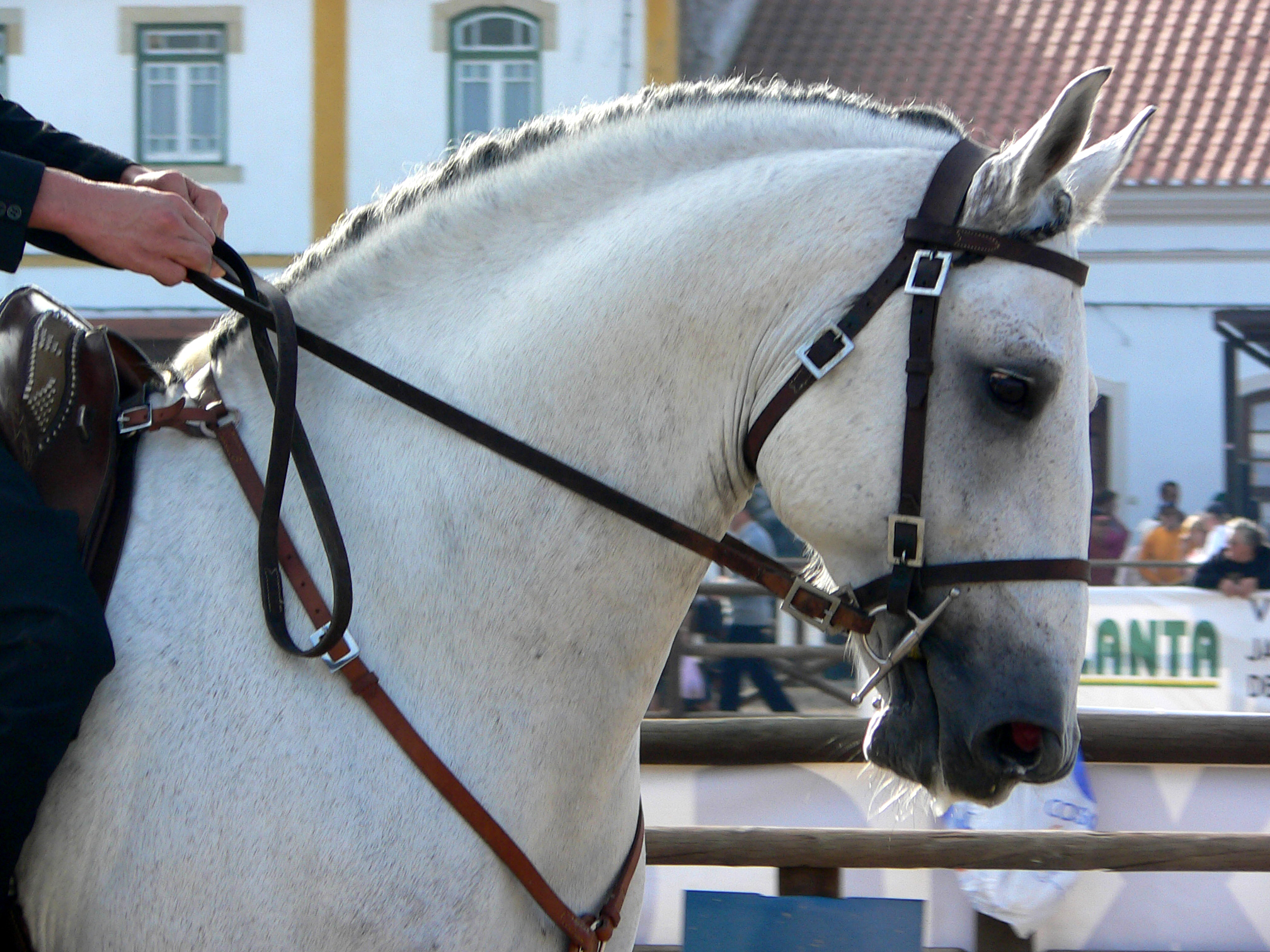
Caballo con petral

Se llama petral, pretal (del latín pectorāle, «coraza para el pecho») o pechera a una banda de correa que ciñe la parte anterior y superior del pecho de la cabalgadura, la cual se asegura a la silla, albarda y/o cincha y sirve para impedir que la carga o silla se vaya hacia atrás. 
Sus extremos terminan en dos muletillas de madera que se enganchan en dos presillas que penden del camón delantero. La colocación del petral influye mucho en la del baste. Cuando se pone muy apretado roza las partes con las que está en contacto, dificulta la respiración y hace que la carga se vaya hacia adelante de lo que resultan mataduras en la cruz muy difíciles de curar. Y cuando se coloca muy flojo el baste se dirige hacia atrás, pierde su asiento, zozobra y la carga se vuelve con facilidad. 

Distintos tipos de pretales
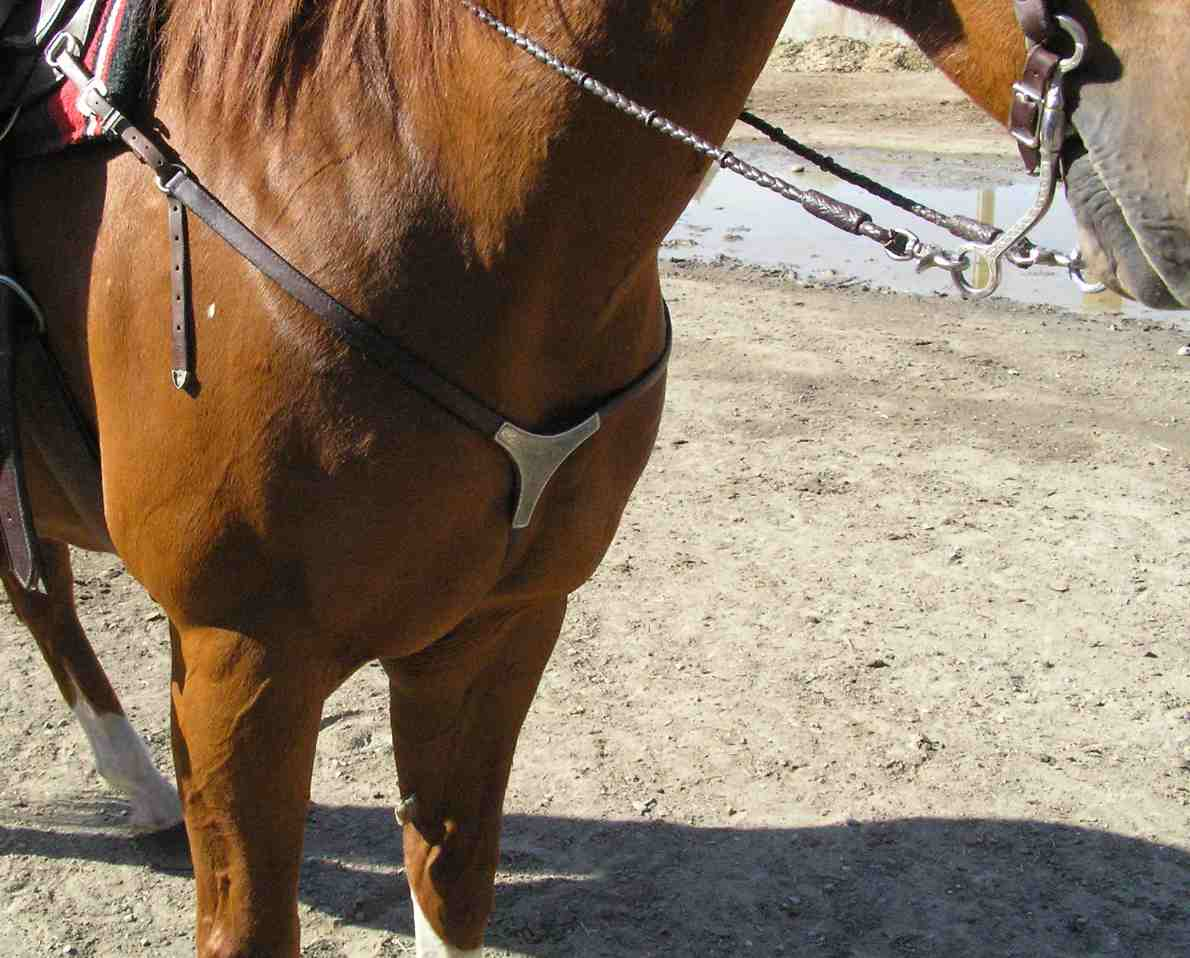
Caballo con pretal western
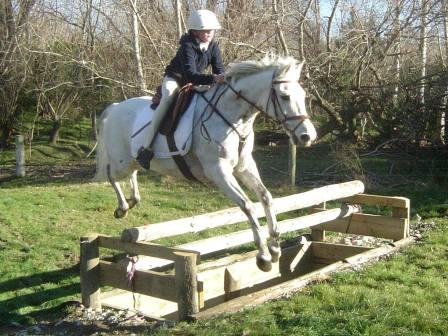
Caballo con pretal inglés
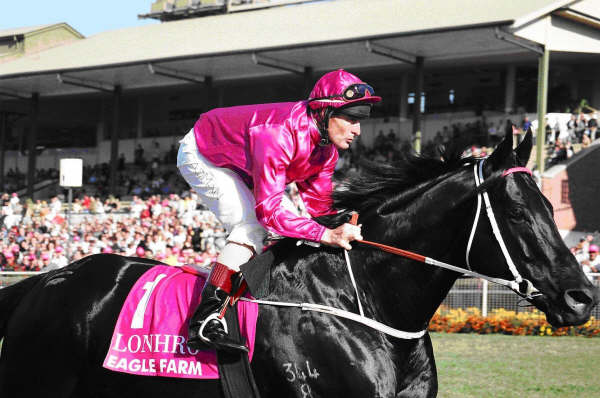
Caballo con pechera
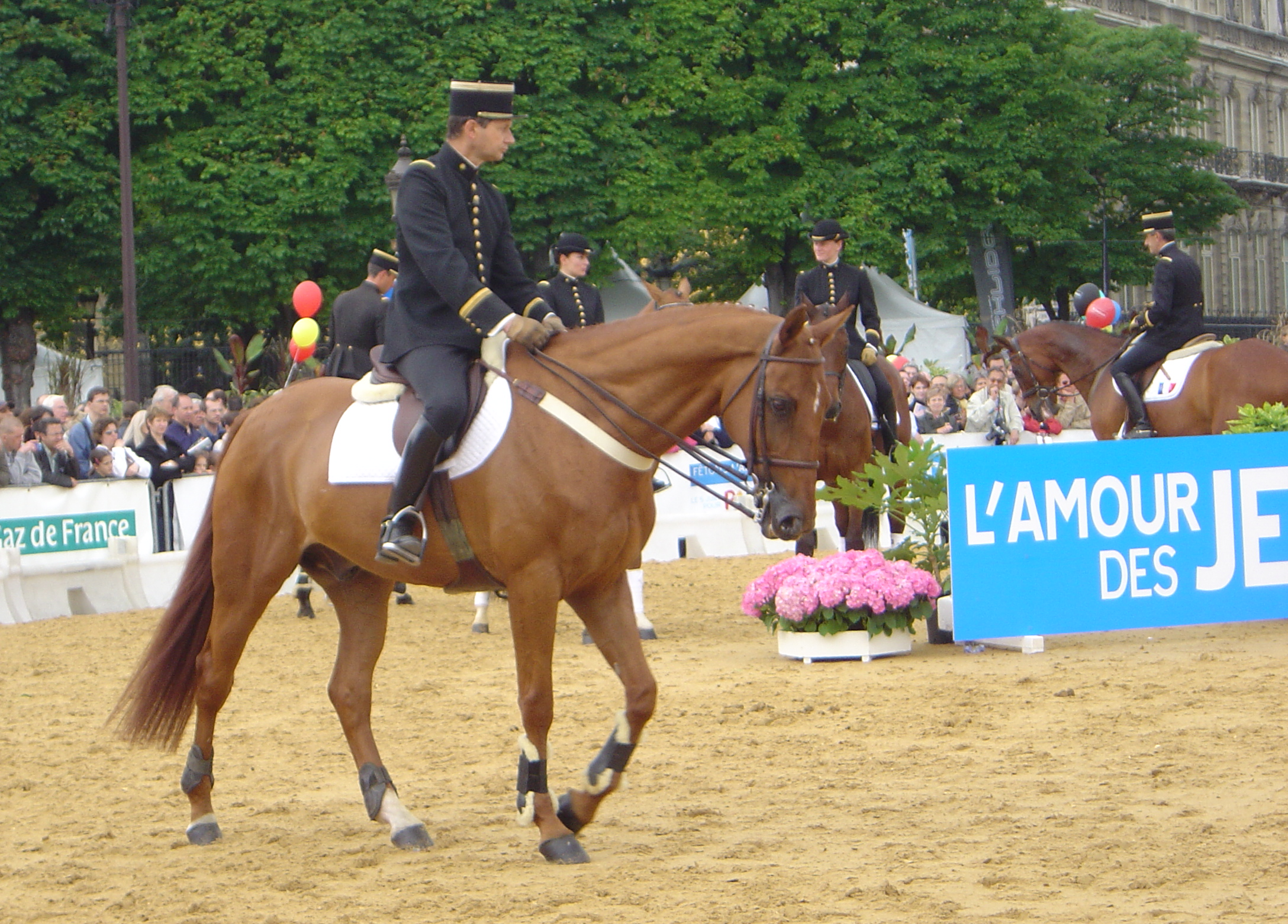
Caballo con pechera